# 배명진
배명진(裵明振, 1957년 5월 20일 ~ )은 대한민국의 음향학자이다. 현재 숭실대학교 전자정보공학부 교수 겸 동 대학 소리공학연구소 소장이다. '소리 전문가'로 여러 매스컴에 출연한 바 있지만, 이에 대한 진위성을 의심받고 있다.

## 학력
- 숭실대학교 전자공학과 공학사 졸업
- 서울대학교 대학원 전자공학과 공학석사 졸업
- 서울대학교 대학원 전자공학과 공학박사 졸업

## 경력
- 한국전기통신연구소 위촉연구원
- 호서대학교 전자공학과 조교수
- 숭실대학교 정보통신전자공학부 교수
- 한국음향학회 편집위원장, 학술위원장, 부회장, 회장 역임
- 세계전기전자공학회(IEEE) 한국 신호처리챕터 회장
- 숭실대 소리공학연구소 소장

## 수상
- 한국음향학회 학술상
- 과학부분 숭실대상
- 교육부 장관표창

## 연구에 대한 과학적 근거 논란
2018년 5월 22일 방영된 PD수첩 <소리박사 배명진의 진실> 편에서는 배 교수의 음성 분석이 과학적이지 않다는 학계 제보를 폭로해 논란이 되었다. 해당 방송에서는 그의 분석으로 인해 피해를 입은 사례를 조명하기도 하는 한편, 그의 음성 분석이 실제로 과학적이라는 증명을 해낼 수 없다는 내용이 담겼으며, 또한 그가 만든 국제학술학회가 검증 없이 논문을 싣는다는 의혹 역시 제기했다. 배 교수는 이를 검증하는 취재진에 대해 대답을 회피하여 물의를 빚기도 했다.
이에 대해 배명진 측은 "PD수첩이 교묘하게 조작해 마구잡이식으로 마녀사냥을 했다"고 해당 방송 내용을 반박했지만, 음향 및 음성 관련 학계 및 업계 전문가 176명이 동년 5월 28일 성명서를 내고 배명진 교수의 연구 관련 논란에 대해 학계의 자정작용이 제대로 이루어지지 않은 탓이라며 반성하면서도, 그 동안의 논문에 대한 재검증을 촉구하고 매체에서 그의 말을 신중히 인용하도록 요구하는 등 PD수첩의 의혹 제기에 힘을 실었다.